# Греба Василь Михайлович

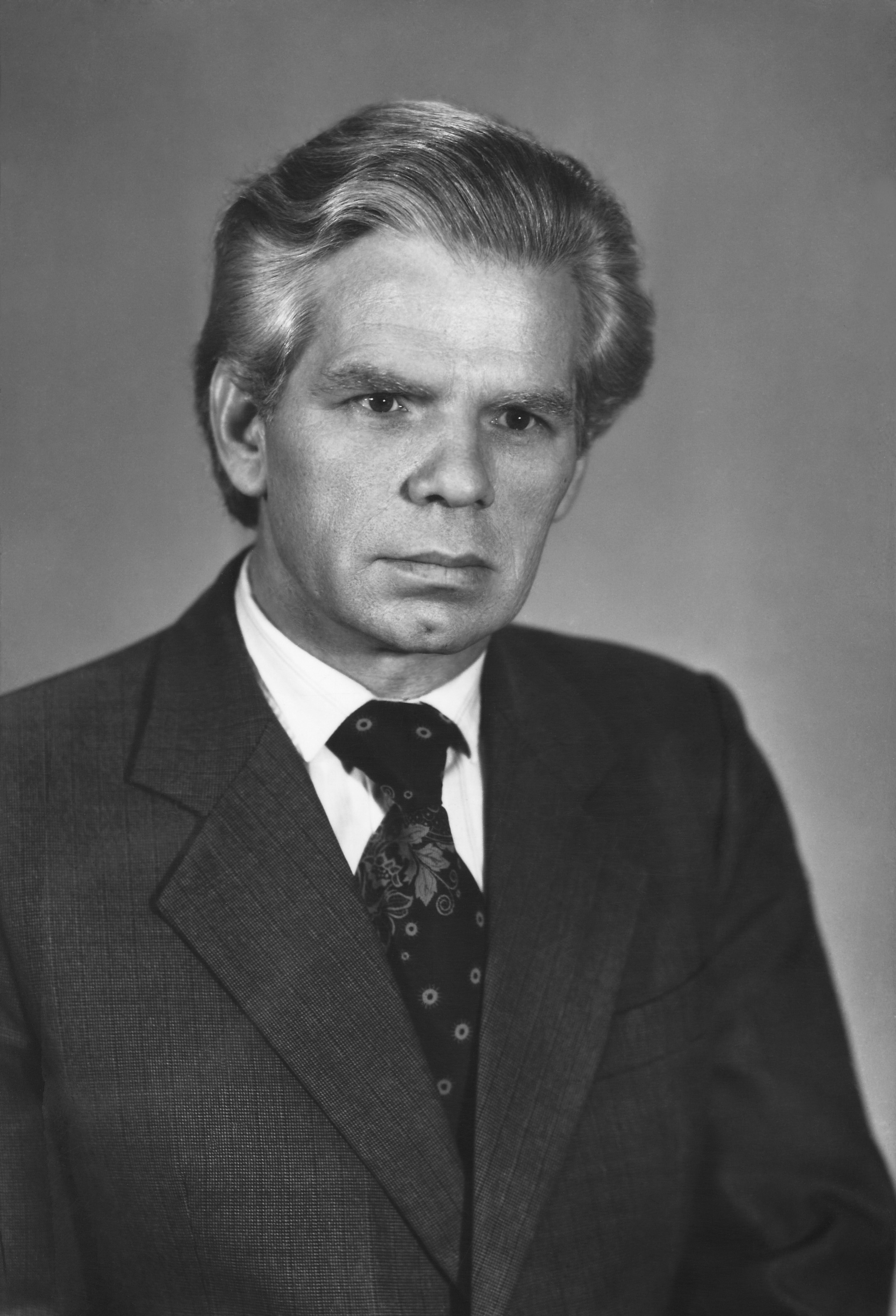
Греба Василь Михайлович

Васи́ль Миха́йлович Гре́ба (*1 січня 1939, Залужжя) — прозаїк.
Народився 1 січня 1939 р. в с. Залужжя Мукачівського району Закарпатської області. 
Закінчив факультет журналістики Львівського університету ім. І. Франка. Працював заступником головного редактора Мукачівської газети «Панорама». 
Окремими книгами вийшли «Зрушений пласт», «Гомін ранку», «Вже сходить сонце», «Поруч — ветерани», «Зелені висоти», «Честь», роман «Спаленої землі не буде», «Чорна віхола» (книгу склали повість «Між смертю і життям» і роман «Спаленої землі не буде»).